# 刘家镇 (绵阳市)
刘家镇，是中华人民共和国四川省绵阳市游仙区曾经下辖的一个镇。2019年12月，撤销石板镇、观太镇和刘家镇，设立信义镇，以原石板镇、原观太镇和原刘家镇所属行政区域为信义镇的行政区域

## 行政区划
刘家镇撤销前下辖以下地区：
刘家镇社区、桃子园村、龙王沟村、魏家桥村、旦家庙村、毛水寺村、踏水桥村、阮家埝村、潘家庵村、三合村、曾家垭村和张家埝村。